# La sedia elettrica
La sedia elettrica (Midnight) è un film del 1934, diretto da Chester Erskine.

## Trama
Edward Weldon è a capo di una giuria che condanna a morte una donna per omicidio. La sua posizione intransigente nei confronti dell'accusata lo rende molto impopolare e persino la sua famiglia non dimostra di condividere le sue scelte. Ma Weldon difende a oltranza la propria opinione di rigido difensore delle regole sociali. Quando però a uccidere sarà sua figlia Stella, che sparerà a un amante che l'ha tradita, Weldon comincia a dubitare del proprio rigore.

## Produzione
Il film fu prodotto dalla All Star Productions. Venne girato nel Bronx, negli studi della Biograph.

## Distribuzione
Distribuito dall'Universal Pictures, il film - presentato da Carl Laemmle - uscì nelle sale cinematografiche statunitensi il 7 marzo 1934 con il titolo originale Midnight. Nel 1947, ne fu curata una riedizione che uscì il 13 settembre distribuita attraverso la Guaranteed Pictures Corporation e la Screen Guild Productions che cambiarono il titolo del film in Call It Murder. Il nome di Humphrey Bogart che, nel frattempo era diventato una star,  venne messo in risalto sulle pubblicità come se l'attore fosse il protagonista del film, mentre in origine, il suo nome risultava nei titoli di testa all'ottavo posto.